# Rauno Aaltonen

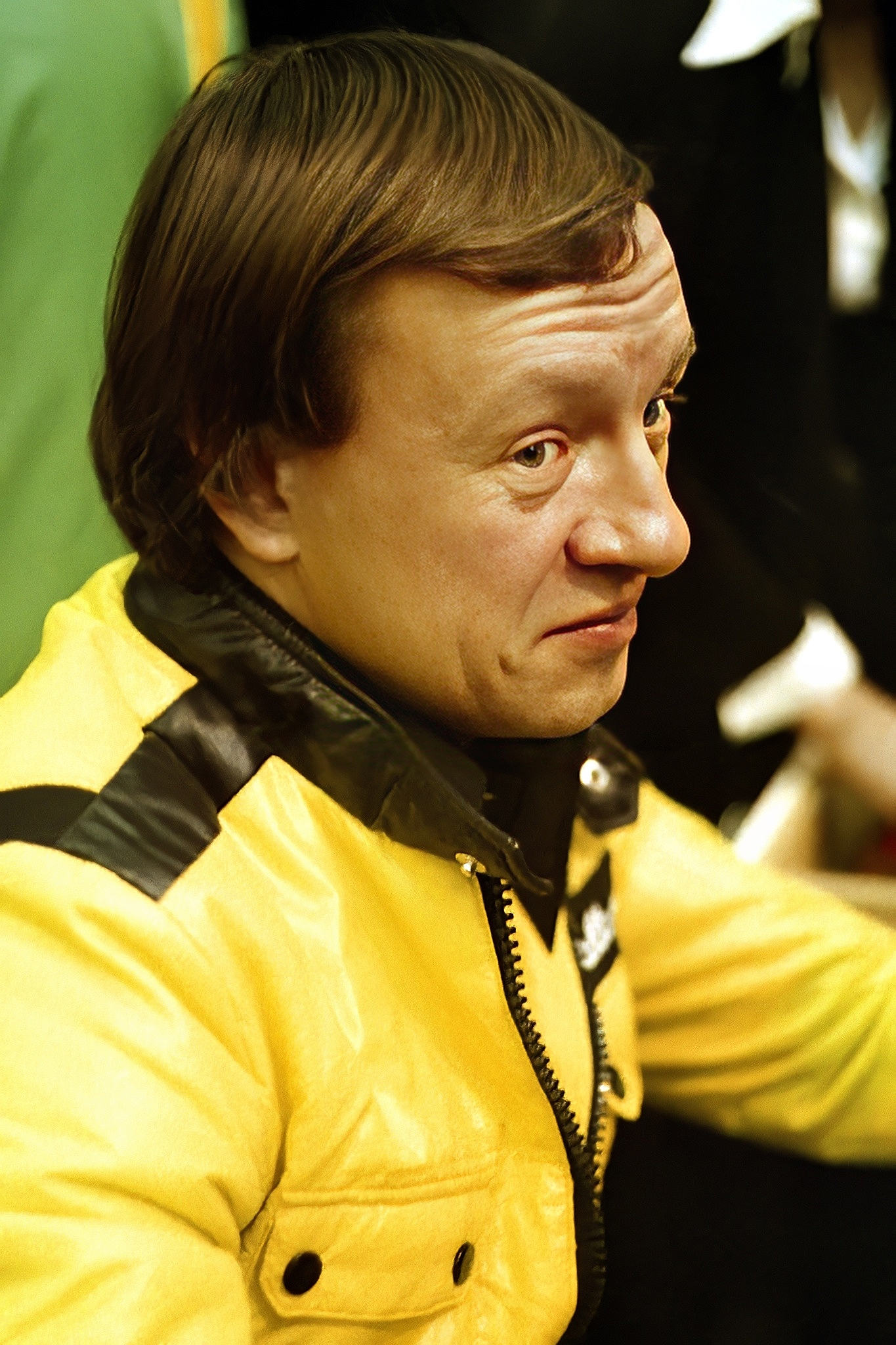
Aaltonen in den 1970ern

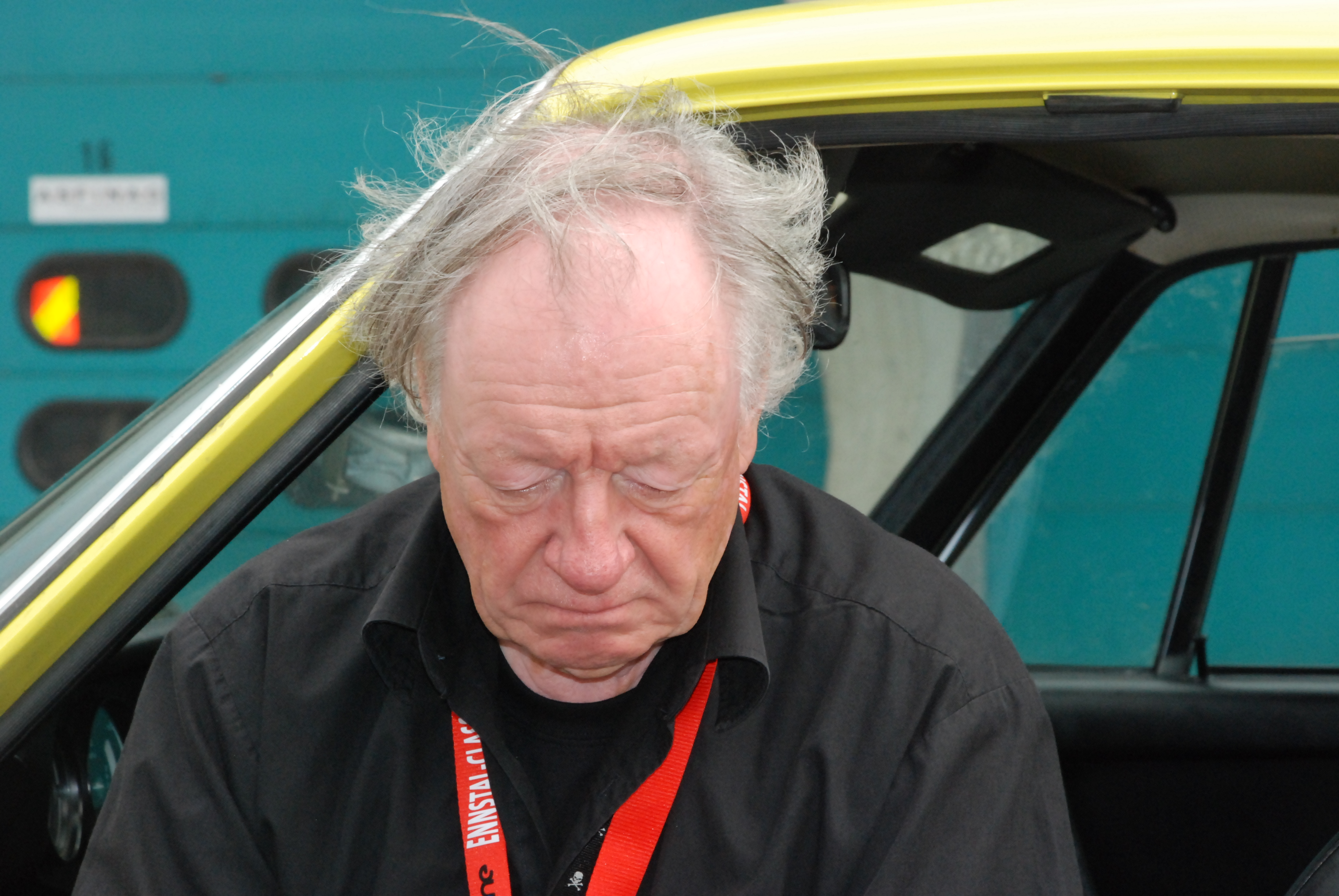
Rauno Aaltonen (2008)

Rauno August Aaltonen [ˈrɑu̯nɔ ˈɑːltɔnɛn] (* 7. Januar 1938 in Turku) ist ein ehemaliger finnischer Motorboot-, Motorrad- und Automobilrennfahrer, der vor allem im Rallyesport aktiv war. Er ist auch unter dem Spitznamen „der Rallye-Professor“ bekannt, weil er sich stets überaus akribisch mit der Technik des Rallyefahrens auseinandersetzte.

## Karriere
Aaltonen hat in seiner langen Motorsportkarriere nationale und internationale Meisterschaften gewonnen. Er war vor seiner Laufbahn als Rallye-Pilot auch in anderen Motorsportarten wie Motorrad- und Motorbootrennen erfolgreich. 1957 gewann er beispielsweise auf einer Ducati in Hedemora den Großer Preis von Schweden für Motorräder in der 125-cm³-Klasse. 
Rauno Aaltonen war einer der erfolgreichsten Rallye-Piloten der 1960er-Jahre, legendär sind seine Siege mit dem Mini Cooper. Bei der Rallye Safari, die als eine der härtesten Rallyes gilt, errang er sechs Mal den zweiten Platz.
Bereits während seiner professionellen Rallye-Karriere arbeitete Aaltonen als Instruktor für Fahrsicherheitstrainings und als Fahrzeugtester sowie Autor für Fachmagazine. Er war mitverantwortlich für das BMW-Fahrertraining auf Schnee und Eis. Darüber hinaus war er als Berater und Testfahrer verschiedener Rallye-Werksteams tätig, unter anderen über viele Jahre hinweg für die Opel-Motorsport-Abteilung. 
Der studierte Diplom-Kaufmann ist Träger des „Orden des Löwen von Finnland Ritter 1. Klasse“.
1989 hatte Aaltonen eine Gastrolle in der Fernsehserie SOKO 5113, „Nichts geht mehr“ (Staffel 10, Episode 87).

## Statistik

### Höhepunkte seiner Rallye-Laufbahn
- Finnischer Rallyemeister 1961
- Rallye-Europameister 1965
- Sieger der RAC-Rallye 1965
- Sieger der Rallye Monte Carlo 1967
- Sieger der Southern Cross Rally 1977 in Australien

### Le-Mans-Ergebnisse
| Jahr | Team                    | Fahrzeug                     | Teamkollege | Platzierung | Ausfallgrund    |
| ---- | ----------------------- | ---------------------------- | ----------- | ----------- | --------------- |
| 1965 | Donald Healey Motor Co. | Austin Healey Sebring Sprite | Clive Baker | Ausfall     | Getriebeschaden |

### Sebring-Ergebnisse
| Jahr | Team                    | Fahrzeug                     | Teamkollege | Platzierung | Ausfallgrund |
| ---- | ----------------------- | ---------------------------- | ----------- | ----------- | ------------ |
| 1965 | Donald Healey Motor Co. | Austin-Healey Sebring Sprite | Clive Baker | Rang 15     |              |
| 1966 | Donald Healey Motor Co. | Austin-Healey Sebring Sprite | Clive Baker | Rang 28     |              |
| 1967 | Donald Healey Motor Co. | Austin-Healey Sebring Sprite | Clive Baker | Rang 13     |              |

### Einzelergebnisse in der Sportwagen-Weltmeisterschaft
| Saison | Team                        | Rennwagen                      | 1   | 2   | 3   | 4   | 5   | 6   | 7   | 8   | 9   | 10  | 11  | 12  | 13  | 14  | 15  | 16  | 17  | 18  | 19  | 20  | 21  | 22  |
| ------ | --------------------------- | ------------------------------ | --- | --- | --- | --- | --- | --- | --- | --- | --- | --- | --- | --- | --- | --- | --- | --- | --- | --- | --- | --- | --- | --- |
| 1963   | BMC                         | Morris Mini Cooper             | DAY | SEB | SEB | TAR | SPA | MAI | NÜR | CON | ROS | LEM | MON | WIS | TAV | FRE | CCE | RTT | OVI | NÜR | MON | MON | TDF | BRI |
| 1963   | BMC                         | Morris Mini Cooper             |     |     |     |     |     |     |     |     |     |     |     |     |     |     |     |     |     | DNF |     |     |     |     |
| 1964   | BMC                         | Morris Mini Cooper             | DAY | SEB | TAR | MON | SPA | CON | NÜR | ROS | LEM | REI | FRE | CCE | RTT | SIM | NÜR | MON | TDF | BRI | BRI | PAR |     |     |
| 1964   | BMC                         | Morris Mini Cooper             |     |     |     |     |     |     |     |     |     |     |     |     |     | DNF |     |     |     |     |     |     |     |     |
| 1965   | Donald Healey Motor Co. BMC | Austin-Healey Sprite MG Midget | DAY | SEB | BOL | MON | MON | RTT | TAR | SPA | NÜR | MUG | ROS | LEM | REI | BOZ | FRE | CCE | OVI | NÜR | BRI | BRI |     |     |
| 1965   | Donald Healey Motor Co. BMC | Austin-Healey Sprite MG Midget |     | 15  |     |     |     |     | 15  |     |     |     |     | DNF |     |     |     |     |     |     | 6   |     |     |     |
| 1966   | Donald Healey Motor Co.     | Austin-Healey Sprite           | DAY | SEB | MON | TAR | SPA | NÜR | LEM | MUG | CCE | HOK | SIM | NÜR | ZEL |     |     |     |     |     |     |     |     |     |
| 1966   | Donald Healey Motor Co.     | Austin-Healey Sprite           |     | 28  |     | 20  |     |     | DNF |     |     |     |     |     |     |     |     |     |     |     |     |     |     |     |
| 1967   | Donald Healey Motor Co.     | Austin-Healey Sprite           | DAY | SEB | MON | SPA | TAR | NÜR | LEM | HOK | MUG | BRH | CCE | ZEL | OVI | NÜR |     |     |     |     |     |     |     |     |
| 1967   | Donald Healey Motor Co.     | Austin-Healey Sprite           |     | 13  |     |     | DNF |     |     |     |     |     |     |     |     |     |     |     |     |     |     |     |     |     |
| 1968   | Donald Healey Motor Co.     | Austin-Healey Sprite           | DAY | SEB | BRH | MON | TAR | NÜR | SPA | WAT | ZEL | LEM |     |     |     |     |     |     |     |     |     |     |     |     |
| 1968   | Donald Healey Motor Co.     | Austin-Healey Sprite           |     | 53  |     |     |     |     |     |     |     |     |     |     |     |     |     |     |     |     |     |     |     |     |
| 1969   | Lancia                      | Lancia Fulvia F&M Special      | DAY | SEB | BRH | MON | TAR | SPA | NÜR | LEM | WAT | ZEL |     |     |     |     |     |     |     |     |     |     |     |     |
| 1969   | Lancia                      | Lancia Fulvia F&M Special      |     |     |     |     | 9   |     | 27  |     |     |     |     |     |     |     |     |     |     |     |     |     |     |     |